# Telipogon diabolicus
Espèce
Classification phylogénétique
Telipogon diabolicus est une espèce de plantes à fleurs de la famille des Orchidaceae. Seuls une trentaine de spécimens ont été découverts en Colombie, entre les départements de Putumayo et de Nariño. L'Union internationale pour la conservation de la nature (UICN) considère en 2016 qu'il s'agit d'une « Espèce en danger critique d'extinction » (CR)[réf. nécessaire].